# Алан Грегов
Алан Грегов (рођен 1. априла 1970. у Задру) је бивши хрватски кошаркаш и репрезентативац .
Играо је на позицији бека, организатора игре. Играо је '80-их и '90-их.

## Играчка каријера

### Клуб
Клупску каријеру почео је у Задру, где је играо у сезони 1993/94. Следеће сезоне прелази у Цибону и остаје тамо до 1998. и преласка у пољски Анвил Влоцлавек, где је играо само једну сезону. У Пољској остаје још једну сезону, али овај пут игра за „Цептер“. Сезону 2000/01. игра у Сплиту, па опет одлази у Пољску и игра прво за Проком Трефл, а затим и за Шлонск Вроцлав. Каријеру је завршио играјући за грчке клубове: Арис и Аполон.
Три пута је био првак Хрватске са Цибоном (1996—1998), а једном првак Пољске са Цептером (2000). Са Арисом је 2003. године био победник ФИБА купа.

### Репрезентација
За репрезентацију је играо у периоду од 1992. до 1995. године. С хрватском репрезентацијом освојио је 4 медаље: сребро с ОИ 1992, бронза са СП 1994. и две бронзе ЕП 1993. и 1995.